# Dibutyltinoxide
Dibutyltinoxide of DBTO is een organische tinverbinding met als brutoformule C8H18OSn. De stof komt voor als een wit poeder, dat onoplosbaar is in water. Ze wordt gebruikt bij organische synthesereacties, voornamelijk bij alkylering, acylering en sulfinatie voor stoffen die een alcoholgroep bevatten.

## Toxicologie en veiligheid
De stof ontleedt bij verhitting met vorming van giftige dampen, onder andere tin en tinoxiden.
De stof is irriterend voor de ogen, de huid en de luchtwegen. De stof kan effecten hebben op het centraal zenuwstelsel, met als gevolg een verstoorde werking ervan. Blootstelling aan dibutyltinoxide kan de dood veroorzaken. De effecten kunnen met vertraging optreden.
Bij langdurige of herhaalde blootstelling aan de stof kan nefaste effecten hebben op de lever. Dierproeven tonen aan dat deze stof mogelijk misvormingen veroorzaakt bij pasgeborenen.